# Clarendon, Texas
Clarendon är administrativ huvudort i Donley County i Texas. Enligt 2010 års folkräkning hade Clarendon 2 026 invånare. Orten har sitt ursprung i vad som kallades av grundarna "kristen koloni" och grundades 1878 av metodistprästen Lewis Henry Carhart och hans svärson W.A. Allen.

## Kända personer från Clarendon
- Mac Thornberry, politiker